# Hermann III. (Lippe)
Hermann III. zur Lippe (* ca. 1233; † 3. Oktober 1274) war von 1265 bis 1274 Herr zur Lippe.

## Leben
Hermann III. zur Lippe wurde etwa 1233 als zweites Kind von Bernhard III. zur Lippe und der Gräfin Sofie van Cuijck-Amsberg geboren.
Nach dem Tod des Vaters gab es zwischen den Brüdern Hermann III. und Bernhard IV. einen Streit um die Erbschaft, so dass die Herrschaft zur Lippe aufgeteilt wurde: Hermann III. erhielt Lippstadt und Rheda, sein Bruder Bernhard IV. erhielt Horn und den östlichen Teil des lippischen Gebietes.
Hermann III. starb am 3. Oktober 1274 kinderlos, so dass die Herrschaft wieder vereint werden konnte. Gesamterbe war Hermanns Neffe Simon I. Er wählte Schloss Brake in Lemgo zu seiner Residenz.